# Ağacanlı
Ağacanlı är en ort i Azerbajdzjan.   Den ligger i distriktet Hacıqabul Rayonu, i den sydöstra delen av landet, 100 kilometer sydväst om huvudstaden Baku. Antalet invånare är 351.
Terrängen runt Ağacanlı är platt, och sluttar västerut. Runt Ağacanlı är det tätbefolkat, med 982 invånare per kvadratkilometer.. Närmaste större samhälle är Şirvan, 8,1 kilometer sydost om Ağacanlı.
Omgivningarna runt Ağacanlı är i huvudsak ett öppet busklandskap.